# Trofeo Villa de Madrid 1979
El lunes 20 de agosto de 1979 daba comienzo en el Vicente Calderón la séptima edición del Trofeo Villa de Madrid, que de nuevo contaba con cuatro equipos participantes: dos españoles, el Atlético de Madrid como anfitrión y la Real Sociedad y dos invitados extranjeros, el VfB Stuttgart de Alemania Federal y el Grasshopper suizo.
Tras tres días de competición, el VfB Stuttgart se proclamaba campeón del torneo organizado en la capital de España.

## Resultados

### Semifinales
Los días 20 y 21 de agosto se disputaron las semifinales del torneo, enfrentando a los dos equipos españoles con los foráneos.
| 20 de agosto de 1979 | Atlético de Madrid | 1:1 (1:1) | Grasshopper | Vicente Calderón, Madrid                        |                                                 |
|                      | Luís Pereira 45'   | Reporte   | Sulser 5'   | Árbitro(s): Ildefonso Urizar Azpitarte (España) | Árbitro(s): Ildefonso Urizar Azpitarte (España) |

| Lanzamientos de penalty |                  |     |                  |           |
| Rubén Cano              | Acierto de penal | 1:0 | Fallo de penal   | Sulser    |
| Rubio                   | Acierto de penal | 2:1 | Acierto de penal | Hey       |
| Aguilar                 | Acierto de penal | 3:2 | Acierto de penal | Ponte     |
| Leal                    | Acierto de penal | 4:3 | Acierto de penal | Traer     |
| Quique Ramos            | Fallo de penal   | 4:4 | Acierto de penal | Meier     |
| Marcelino               | Fallo de penal   | 4:5 | Acierto de penal | Montandon |
|                         |                  |     |                  |           |

| 21 de agosto de 1979 | Real Sociedad | 0:0 (0:0) | VfB Stuttgart | Vicente Calderón, Madrid                 |                                          |
|                      |               | Reporte   |               | Árbitro(s): Felipe Crespo Aurre (España) | Árbitro(s): Felipe Crespo Aurre (España) |

| Lanzamientos de penalty |                  |     |                  |                   |
| Iriarte                 | Acierto de penal | 1:1 | Acierto de penal | Bernd Förster     |
| López Ufarte            | Fallo de penal   | 1:2 | Acierto de penal | Müller            |
| Celayeta                | Fallo de penal   | 1:3 | Acierto de penal | Karlheinz Förster |
| Kortabarria             | Fallo de penal   | 1:3 |                  |                   |
|                         |                  |     |                  |                   |

### 3.er. y 4º puesto
Los partidos de la final y el tercer y cuarto puesto se celebraron el 22 de agosto:
| 22 de agosto de 1979 | Atlético de Madrid                                                    | 5:0 (2:0) | Real Sociedad | Vicente Calderón, Madrid                         |                                                  |
|                      | Quique Ramos 25' Leal 32' Rubén Cano 73' Marcelino 82' Rubén Cano 90' | Reporte   |               | Árbitro(s): Anastasio Mayoral Cedenilla (España) | Árbitro(s): Anastasio Mayoral Cedenilla (España) |

### Final
| 22 de agosto de 1979 | VfB Stuttgart | 1:0 (0:0) | Grasshopper | Vicente Calderón, Madrid                      |                                               |
|                      | Klotz 70'     | Reporte   |             | Árbitro(s): José Luis García Carrión (España) | Árbitro(s): José Luis García Carrión (España) |

| Alemania                          |
| Campeón VfB Stuttgart 1.er título |